# Gruda (Zlatibor)
Pour les articles homonymes, voir Gruda.
Le mont Gruda (en serbe cyrillique : Груда) est un sommet des monts Zlatibor, un massif situé dans la région de Stari Vlah au sud-ouest de la Serbie. Il s'élève à une altitude de 1 140 m.